# Мендзилесе (Ольштинський повіт)
Мендзилесе (пол. Międzylesie, нім. Schönwiese) — село в Польщі, у гміні Добре Място Ольштинського повіту Вармінсько-Мазурського воєводства.
Населення — 229 осіб (2011).

## Демографія
Демографічна структура станом на 31 березня 2011 року:
|          | Загалом | Допрацездатний вік | Працездатний вік | Постпрацездатний вік |
| -------- | ------- | ------------------ | ---------------- | -------------------- |
| Чоловіки | 115     | 26                 | 77               | 12                   |
| Жінки    | 114     | 31                 | 63               | 20                   |
| Разом    | 229     | 57                 | 140              | 32                   |